# Anna Maria Bieganowski
Anna Maria Bieganowski (Munich, 22 avril 1906 - 16 mars 1986) est une femme politique allemande. 